# Плавньовиці
Плавньовиці (пол. Pławniowice, нім. Plawniowitz) — село в Польщі, у гміні Рудзінець Гливицького повіту Сілезького воєводства.
Населення — 862 особи (2011).
У 1975—1998 роках село належало до Катовицького воєводства.

## Демографія
Демографічна структура станом на 31 березня 2011 року:
|          | Загалом | Допрацездатний вік | Працездатний вік | Постпрацездатний вік |
| -------- | ------- | ------------------ | ---------------- | -------------------- |
| Чоловіки | 425     | 67                 | 318              | 40                   |
| Жінки    | 437     | 69                 | 274              | 94                   |
| Разом    | 862     | 136                | 592              | 134                  |